# Intoxication au plomb du mineur de fer
Une intoxication au plomb peut être reconnue comme maladie professionnelle dans certains pays, sous conditions.
Ce sujet relève du domaine de la législation sur la protection sociale et a un caractère davantage  juridique que médical. 

## Législation enFrance

### Régime général
| Fiche Maladie professionnelle | Fiche Maladie professionnelle | Fiche Maladie professionnelle |
| Ce tableau définit les critères à prendre en compte pour qu'un cancer consécutif à l'inhalation de particules de fer soit prise en charge au titre de la maladie professionnelle     | Ce tableau définit les critères à prendre en compte pour qu'un cancer consécutif à l'inhalation de particules de fer soit prise en charge au titre de la maladie professionnelle | Ce tableau définit les critères à prendre en compte pour qu'un cancer consécutif à l'inhalation de particules de fer soit prise en charge au titre de la maladie professionnelle |
| Régime Général. Date de création : 23 décembre 1992 | Régime Général. Date de création : 23 décembre 1992 | Régime Général. Date de création : 23 décembre 1992 |
| Tableau N° 44bis RG | Tableau N° 44bis RG | Tableau N° 44bis RG |
| Affections consécutives au travail au fond dans les mines de fer | Affections consécutives au travail au fond dans les mines de fer | Affections consécutives au travail au fond dans les mines de fer |
| --- | --- | --- |
| Désignation des Maladies | Délai de prise en charge | Liste limitative des principaux travaux susceptibles de provoquer ces maladies                                                                                                   |
| Cancer broncho-pulmonaire primitif. | 40 ans (sous réserve d’une durée d’exposition de 10 ans) | Travaux effectués au fond dans les mines de fer. |
| Emphysème objectivé par des signes tomodensitométriques et des altérations fonctionnelles de type obstructif ou, lorsqu’elles existent, par des constatations anatomo-pathologiques. | 15 ans (sous réserve d’une durée d’exposition de 10 ans) | |
| Date de mise à jour : 22 mars 2005 | | |

## Autres liens
- (fr) Maladies à caractère professionnel